# Vesikari (öar)
Vesikari är öar i Finland. De ligger i Bottenhavet och i kommunen Nystad i den ekonomiska regionen  Nystadsregionen i landskapet Egentliga Finland, i den sydvästra delen av landet. Öarna ligger omkring 67 kilometer nordväst om Åbo och omkring 210 kilometer väster om Helsingfors.
Arean för den av öarna koordinaterna pekar på är 5,1 hektar och dess största längd är 370 meter i sydöst-nordvästlig riktning.